# 4362 Carlisle
4362 Carlisle eller 1978 PR4 är en asteroid i huvudbältet som upptäcktes den 1 augusti 1978 av Perth-observatoriet. Den är uppkallad efter australiensaren Albert J. Carlisle.
Asteroiden har en diameter på ungefär 5 kilometer.